# Enrique Gaviola
Enrique Gaviola (* 31. August 1900 in Mendoza (Argentinien); † 7. August 1989 ebenda), mit vollem Namen Ramón Enrique Gaviola war ein argentinischer Physiker, der außer in seinem Heimatland auch in Deutschland und den USA forschte. Er begann seine Karriere auf dem Gebiet der Fluoreszenzspektroskopie, wurde später aber als „erster argentinischer Astrophysiker“ bezeichnet und gilt als bedeutendster und berühmtester Wissenschaftler Argentiniens der ersten Hälfte des 20. Jahrhunderts.

## Leben

### Studium in Argentinien und Deutschland
Gaviola studierte an der Universidad Nacional de La Plata Landvermessung, wo ihm der deutsche Professor für Physik Richard Gans empfahl, in Deutschland Physik zu studieren. Im März 1922 segelte er nach Europa über, er studierte in Göttingen und Berlin und lernte bei sechs Nobelpreisträgern —James Franck und Max Born in Göttingen, sowie Max Planck, Max von Laue, Walther Nernst und Albert Einstein in Berlin— die neuesten Entwicklungen der Quantenmechanik. Eine Proseminararbeit fertigte er bei von Laue an, in seinem Prüfungsausschuss saßen Lise Meitner, Albert Einstein und Ernst Pringsheim. In Berlin verfasste er auch seine Doktorarbeit, nach einer Quelle bei Pringsheim, nach anderer bei von Laue und Walther Nernst. Thema war Fluoreszenz und Phosphoreszenz in Gasen und Lösungen. Am 6. Juni 1926 wurde ihm der Doktortitel der Friedrich-Wilhelms-Universität Berlin verliehen. Einstein empfahl Gaviola, sich um ein Rockefeller-Stipendium zu bewerben, um bei Robert Williams Wood an der Johns Hopkins University in Baltimore (USA) zu arbeiten. Das Stipendium wurde zunächst verweigert, da es nur für Europäer und Nord-Amerikaner vorgesehen war. Erst auf Einsteins persönliche Intervention hin wurde das Stipendium gewährt.

### USA, Argentinien, USA
Gaviola war nach einer Quelle von 1927 bis 1929 bei Wood, wo er den quadratischen Doppler-Effekt untersuchte und sich mit atomarer Spektroskopie befasste. Auf Vermittlung von Gregory Breit wurde er anschließend Assistant Professor an der Carnegie Institution im Department of Terrestrial Magnetism (Erdmagnetismus), wo er sich mit Hochenergie-Teilchenbeschleunigung beschäftigte. Mit Lawrence Hafstad und Merle Tuve baute er ein 5-Millionen-Volt-Gerät, das als Vorläufer späterer Teilchenbeschleuniger gilt. Nach einer zweiten Quelle war er dort bereits von 1928 an bis Mitte 1929. Diese Quelle zeigt auch ein Zeitungsfoto von Hafstad, Tuve und Gaviola, das auf 1928 datiert ist.
1930 ging Gaviola zurück nach Argentinien, an die Universidad de Buenos Aires. Dort reformierte er die Studieninhalte und setzte sich für die Förderung experimenteller Arbeiten ein. Er arbeitete auch an den astronomischen Observatorien von La Plata und Córdoba.
Das Observatorium von Córdoba war 1935 in einer schwierigen Situation und von Schließung bedroht. Schon seit 1909 war geplant, einen Spiegel zu bauen, der das Spiegelteleskop zu jenem mit dem größten Durchmesser in der südlichen Hemisphäre gemacht hätte. Die Erstellung konnte jedoch nicht abgeschlossen werden. Daher ging Gaviola zu John D. Strong am California Institute of Technology, einem angesehenen Experten im Bau solcher Spiegel. Zusammen entwickelten sie eine wesentlich verbesserte und preisgünstigere Fertigungsmethode, die auch anderweitig großen Anklang fand.

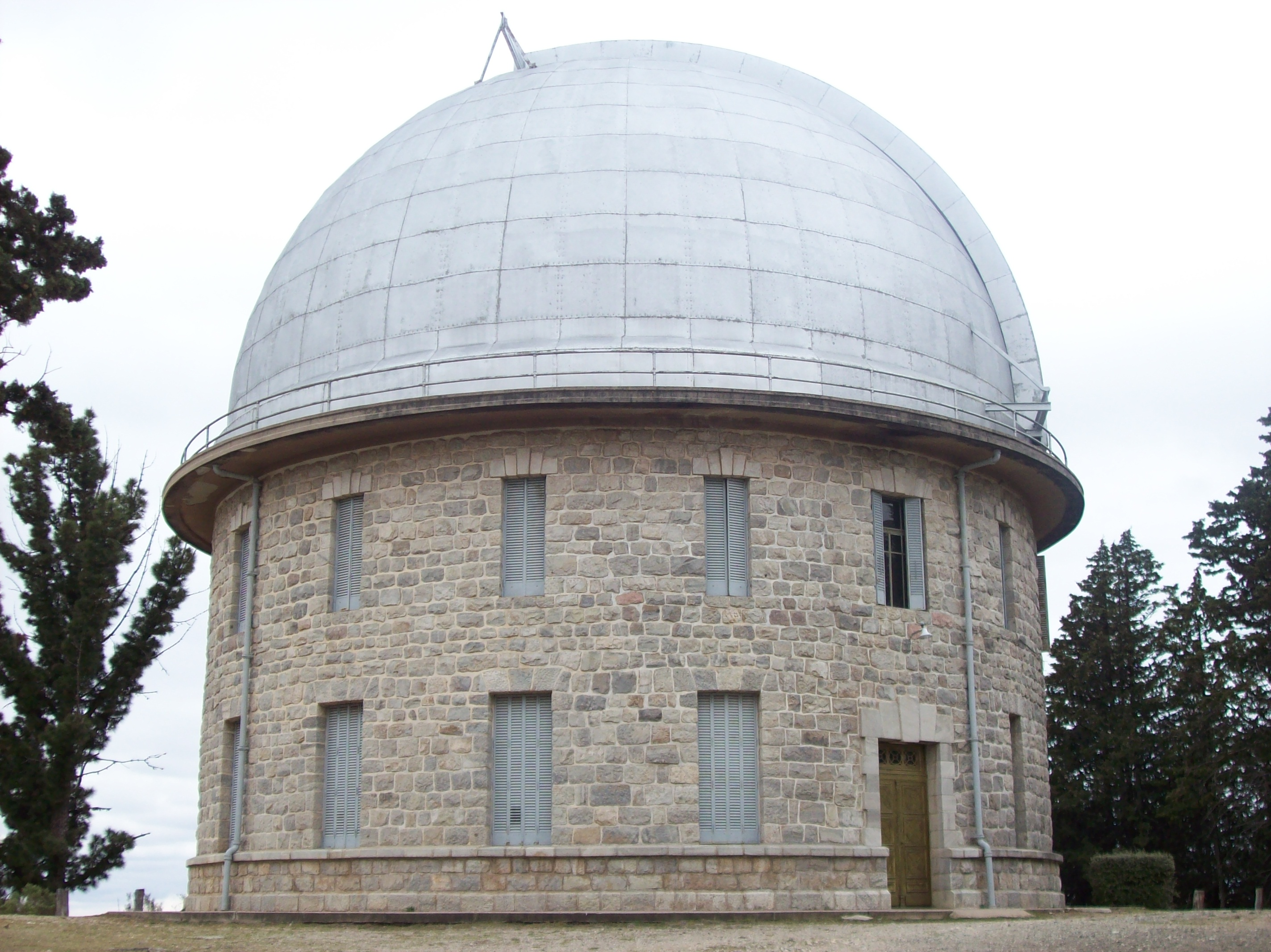
Die „Estación Astrofísica de Bosque Alegre“ südwestlich von Córdoba.

1939 beaufsichtigte Gaviola die Herstellung des Spiegels, den er anschließend in das Spiegelteleskop am Bosque Alegre Observatorium einbaute. Diese Zweigstelle des Córdoba-Observatoriums befindet sich auf 1250 Metern Höhe in der Umgebung der Stadt Alta Gracia, südwestlich von Córdoba. Sie wurde 1942 eröffnet.

### Astronom in Argentinien
1940 wurde er geschäftsführender Direktor Observatoriums von Córdoba. In den Folgejahren bemühte er sich, die Entwicklung der physikalischen Wissenschaften in Argentinien voranzubringen, denn vor den 1940er Jahren gab es in Lateinamerika keine physikalische Forschung. Er gründete die Argentinische Physikalische Gesellschaft und schlug als erster einen Argentinischen Nationalen Forschungsrat vor. Um eine Reform der argentinischen Universitätsausbildung zu ermöglichen, sah er die Notwendigkeit, zahlreiche Studenten zum Studium ins Ausland zu schicken.
Im Zweiten Weltkrieg bemühte er sich um die Rettung europäischer Wissenschaftler, fand aber insgesamt wenig Unterstützung in der akademischen Gemeinschaft und durch die Regierung. Seine Versuche Juri Rumer, einem jüdisch-sowjetischen Mitarbeiter Max Borns, eine Anstellung an der Universität von Buenos Aires zu verschaffen wurden von der Fakultätsleitung vereitelt. Jedoch konnte er einige Jahre später im Januar 1942 den italienischen Physiker Andrea Levialdi am Observatorium in Córdoba einstellen. Dieser war 1938 mit Frau und Sohn aus dem faschistischen Italien nach Frankreich geflohen, und als dort die deutsche Armee einmarschierte 1941 weiter nach Barcelona. Dort bestieg die Familie das letzte Schiff mit jüdischen Flüchtlingen nach Südamerika. Er unterstützte auch Guido Beck, je nach Quelle auf Bitten Einsteins,
oder auf Grund einer Schilderung des deutschen, 1933 in die USA emigrierten, Experimentalphysikers James Franck. Beck hielt sich in Coimbra in Portugal auf, als Gaviola in kontaktierte. Beck kam im Mai 1943 in Buenos Aires an, mit noch einem Dollar und 50 Escudos. Bereits im April hatte Gaviola Becks Einstellung als Verantwortlicher der Kurse für Theoretische Physik am Observatorium in Córdoba gesichert. Becks Ankunft markierte den Anfang der Theoretischen Physik als ernstzunehmende Wissenschaft, erst in Argentinien und später in Brasilien. In Córdoba gehörten unter anderen Mario Bunge, Ernesto Sabato und José Antonio Balseiro zu seinen Schülern. Dem in Paris lebenden jüdisch-polnischen Mathematiker Alfred Rosenblatt konnte Gaviola zwar keine Stelle in Argentinien verschaffen, durch seine Beziehungen bewirkte er aber eine Einstellung an der Universidad Nacional Mayor de San Marcos in Perus Hauptstadt Lima, wo er ein mathematisches Institut aufbaute.
Gaviola war der erste, der den gefälschten Kernfusions-Ergebnissen von Ronald Richter widersprach, welcher von der argentinische Regierung unter Juan Perón stark gefördert wurde. Nach dem Abbruch der Experimente auf der Insel Huemul im Nahuel-Huapi-See konnte Gaviola die Regierung davon überzeugen die Hochtemperatur-Plasma-Gerätschaften auf das nahe gelegene Festland zu überführen. Im dortigen Atomzentrum in Bariloche wurde 1955 das Institut Balseiro gegründet, eines der angesehensten Institute in Lateinamerika.
1947 wurde Gaviola wegen seiner Kritik an der Regierung als Direktor des Observatoriums in Córdoba abgesetzt, nach einem Regierungswechsel aber 1956 wieder eingesetzt. 1957 gründete er das Institut für Mathematik, Physik und Astronomie an der Universität Córdoba und bald danach das Institut für Physik an der Universität in Tucumán. 1963 wurde er Lehrstuhlinhaber für Experimentelle Physik am Institut Balseiro, das er 1955 mit gegründet hatte. In seinen späten Jahren fand er das Klima in Südargentinien zu anstrengend, so dass er vor seinem 80. Geburtstag zurück in seine Geburtsstadt Mendoza zog.

## Ehrungen
- In Anerkennung seiner Verdienste für die Astronomie benannte die Internationale Astronomische Union 1981 den 1967 in Córdoba entdeckten Asteroiden 2504 „Gaviola“.[1]
- Für seine Arbeiten in der Physik und Optik verlieh ihm die Universidad de La Plata 1978 die „Medalla de Oro Dr. Ricardo Gans“ (Goldmedaille Dr. Ricardo Gans).[1]
- 1980 bekam der die „Medalla de Oro“ des Centro de Investigaciones en Óptica (Zentrum für optische Forschung).[1]